# Казатисма
Казатисма (итал. Casatisma) је насеље у Италији у округу Павија, региону Ломбардија.
Према процени из 2011. у насељу је живело 727 становника. Насеље се налази на надморској висини од 73 м.

## Становништво
| 1936. | 1951. | 1961. | 1971. | 1981. | 1991. | 2001. | 2011. |
| ----- | ----- | ----- | ----- | ----- | ----- | ----- | ----- |
| 1.025 | 971   | 901   | 891   | 849   | 850   | 856   | 895   |